# 2052
Cette page concerne l'année 2052  du calendrier grégorien.
L'année 2052 est une année bissextile qui commence un lundi.
C'est la 2052e année de notre ère, la 52e année du IIIe millénaire et du XXIe siècle et la 3e année de la décennie 2050-2059.

## Autres calendriers
L'année 2052 du calendrier grégorien correspond aux dates suivantes :
- Calendrier berbère : 3001 / 3002
- Calendrier hébraïque : 5812 / 5813
- Calendrier indien : 1973 / 1974
- Calendrier musulman : 1473 / 1474
- Calendrier persan : 1430 / 1431

## Événements prévus
- 30 mars : éclipse totale de Soleil (en) passant au Mexique et dans le sud-est des États-Unis.